# Sam Johnstone
Samuel Luke Johnstone (* 25. března 1993 Preston) je anglický profesionální fotbalový brankář, který chytá za anglický klub Crystal Palace FC a za anglický národní tým.

## Klubová kariéra

### Manchester United
Johnstone je absolventem akademie Manchesteru United. V dresu A-týmu si však během svého sedmiletého angažmá nezachytal a putoval po hostováních, nejprve si jej vypůjčil Oldham Athletic, následně třetiligové Scunthorpe United a Walsall, v roce 2013 si připsal jedno utkání v Championship v dresu Yeovil Townu a v sezoně 2013/14 se stal jedničkou Doncasteru Rovers, se kterým utrpěl sestup do League One. Podzimní část sezóny strávil ještě v Doncasteru, na jaro se však přesunul do rodného Prestonu, kde hájil barvy Prestonu North End. Sezóny 2016/17 a 2017/18 strávil jako brankářská jednička druholigové Aston Villy.

### West Bromwich Albion
Dne 3. července 2018 přestoupil Johnstone do West Bromwiche Albion za 6,5 milionu liber. Během svého čtyřletého angažmá s klubem postoupil na jednu sezónu do Premier League, ve které debutoval 13. září 2020 v utkání proti Leicesteru, následně však West Brom sestoupil zpátky do Championship. Johnstone v týmu překvapivě zůstal i pro sezónu 2021/22, když odmítl nabídku prvoligového West Hamu. V létě 2022 mu skončila smlouva a Johnstone se ji rozhodl neprodloužit. Dohromady v dresu West Bromu odehrál 167 soutěžních utkání, v nichž udržel 45 čistých kont.

### Crystal Palace
V červnu 2022 se Johnstone přesunul do Crystal Palace, kde měl plnil roli dvojky za Vicentem Guaitou. Debutoval 23. srpna v zápase EFL Cupu proti Oxfordu United (výhra 2:0). V dubnu 2023 se stal brankářskou jedničkou poté, co se Guaita nepohodl s vedením ohledně nové smlouvy. Johnstone odchytal posledních 9 ligových utkání v ročníku, ve kterých udržel dohromady 3 čistá konta.

## Reprezentační kariéra
Johnstone je bývalým anglickým mládežnickým reprezentantem. V březnu 2021 obdržel Johnstone svou první pozvánku do anglické reprezentace. 6. června si odbyl reprezentační debut při výhře 1:0 nad Rumunskem. Následně byl povolán na závěrečný turnaj EURO 2021, kde plnil roli brankářské trojky za Jordanem Pickfordem a Deanem Hendersonem. Anglie došla až do finále, kde v penaltovém rozstřelu podlehla Itálii.